# Čepro

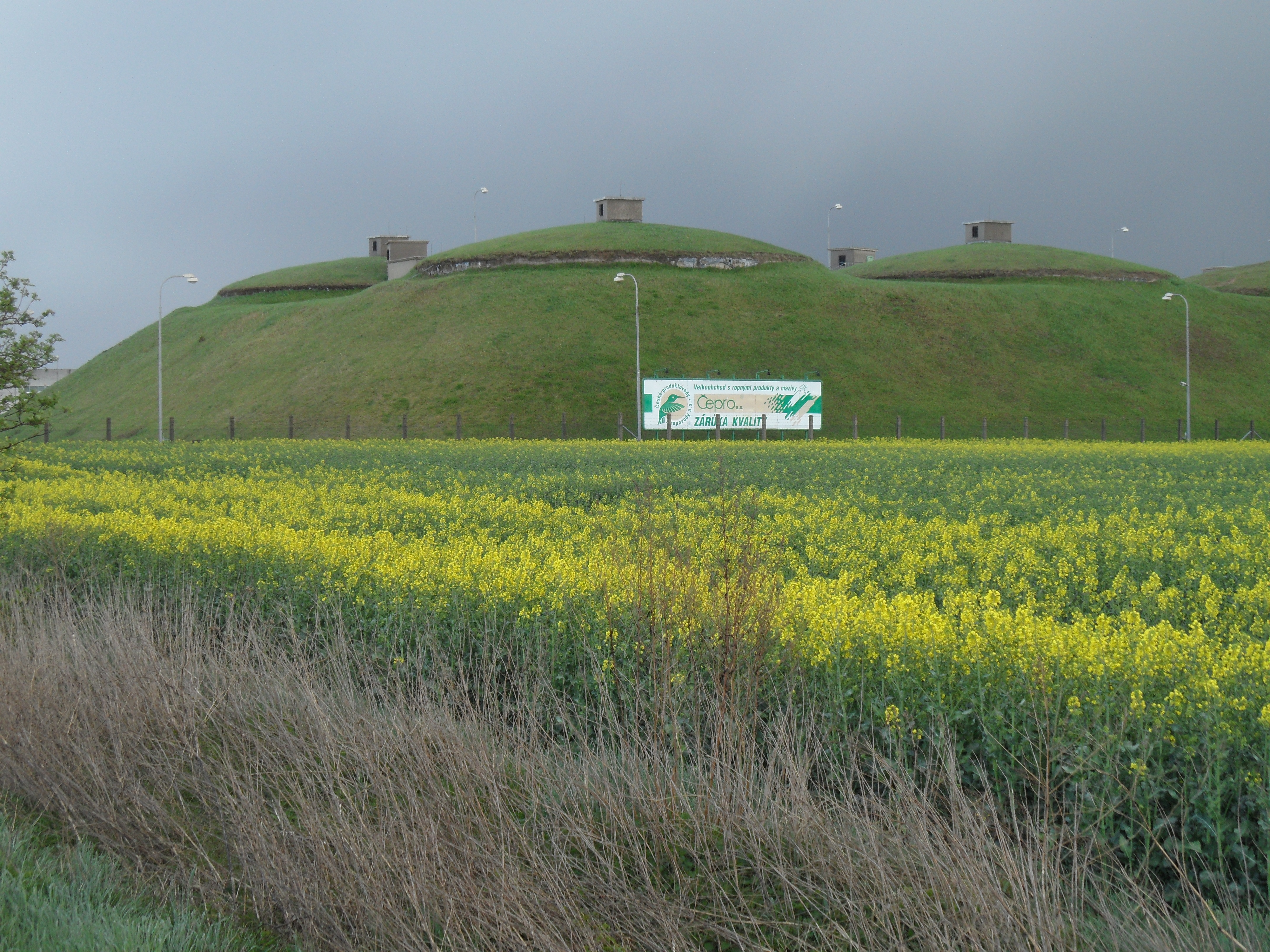
Areál ČEPRO a. s., Nové Město

ČEPRO, a.s.,  je akciová společnost, která vznikla 1. ledna 1994 na základě privatizačního projektu státního podniku Benzina. Do 31. prosince 2005 byl jediným akcionářem Čepra Fond národního majetku ČR. S platností od 7. února 2006 je jediným akcionářem Ministerstvo financí České republiky. Do 3. listopadu 1997 nesla společnost název ČESKÉ PRODUKTOVODY A ROPOVODY a.s. (ČEPRO je jeho akronym).

## Činnost společnosti
Činnost Čepra spočívá především v přepravě, skladování a prodeji ropných produktů. Provozuje síť čerpacích stanic pod obchodní značkou EuroOil a ochraňuje zásoby státních hmotných rezerv. V 17 střediscích a skladech má Správa státních hmotných rezerv uloženy různé druhy paliv v takovém množství, aby v souladu se závazky České republiky, vyplývajícími z členství v Evropské unii, dosáhly tyto zásoby (spolu se zásobami ropy v zásobnících firmy MERO ČR, a.s. a u dalších ochraňovatelů) 90násobku průměrné denní spotřeby. Areál skladů tvoří nadzemní a podzemní zásobníky, manipulační nádrže, plnicí lávky automobilových cisteren, objekty pro stáčení a plnění železničních cisteren, dílny, technologické rozvody, kotelny, administrativní budovy, hasičské zbrojnice, laboratoře, strojovny, požární nádrže, elektrické rozvodny, železniční vlečky aj.
Laboratoř kontroluje kvalitu přijímaného a vydávaného zboží, které se dále ze skladu přepravuje autocisternami, železnicí nebo produktovodem.
Mafián Radovan Krejčíř se v minulosti pokusil vytáhnout z podniku peníze. Jako nástroj k tomu měly sloužit fiktivní pohledávky, které vůči podniku nárokovalo několik obchodních společností spřízněných s Krejčířem. Tímto způsobem chtěl Čepro připravit o téměř 3 miliardy korun. Krejčíř byl za tyto podvody odsouzen na 15 let odnětí svobody.

## Kontroverze
Podle investigativní novinářky Sabiny Slonkové byla společnost v roce 2005 ovládnutá budoucím premiérem Andrejem Babišem.[zdroj?]
V roce 2005 se na popud Jiřího Paroubka stal generálním ředitelem Pavel Švarc. Zaměnil tak po sedmi letech pozici generálního ředitele Unipetrolu za roli v jiné státní firmě. Švarc ke konci roku 2008 z firmy odešel za nabídkou holdingu KKCG na působení v Rusku.
Čepro je velkým odběratelem složek pro biopaliva od holdingu Agrofert. V roce 2018 měl Agrofert díky svému závodu v Lovosicích
na dodávky biosložky MEŘO do bionafty Agrofert téměř monopolní podíl. Významný podíl držel i v dodávkách bioetanolu.[zdroj?]
Podle Slonkové Švarc pracoval tajně pro Babiše od dob svého působení v Lovochemii vlastněné Agrofertem v 90. letech a jeho jmenování bylo prosazeno Babišem s cílem ovládnutí Čepra. Později se dle Slonkové spolupráce mezi Agrofertem a Čeprem stala ještě těsnější když Babiš nastoupil ve vládě Bohuslava Sobotky (2013-2017) na ministerstvo financí, do jehož gesce státní firma spadá.